# Діоскурія

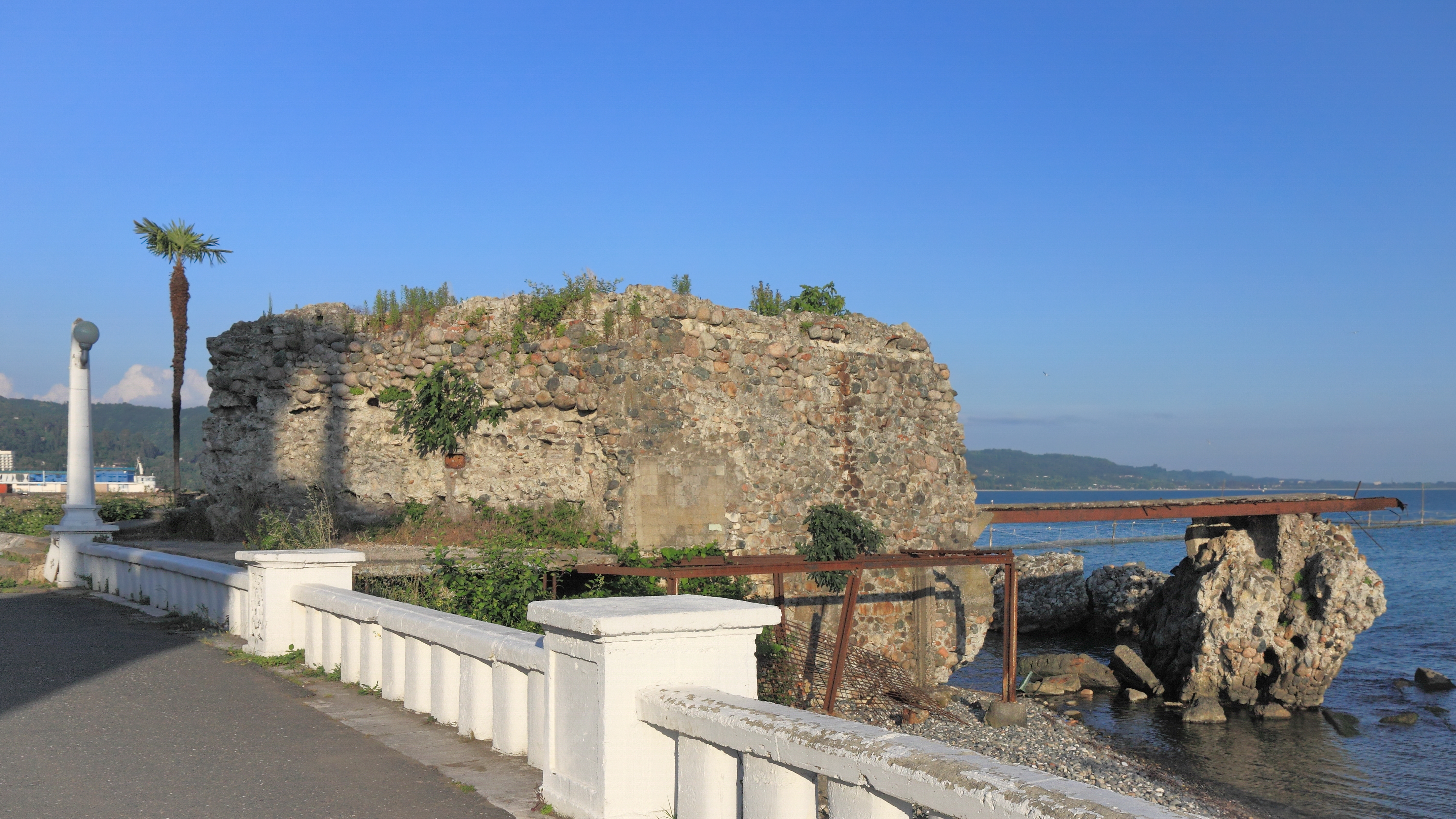
Руїни стародавньї Діоскурії

Діоскурія, Діоскуріада — античне місто на кавказькому узбережжі Чорного моря у районі сучасного міста Сухум.
Назву отримало на честь двох легендарних братів близнюків — Діоскурів. Грецький міф розповідає про те, що брати-Діоскури брали участь у поході аргонавтів за золотим руном, а потім заснували у Колхіді місто Діоскурію.
Засноване у VI ст. до н. е. греками з Мілета. Було великим торговим центром. На початку I ст. виявився під владою Рима. Місто було перейменоване в Севастополь (Себастополіс), в ньому стояв римський гарнізон.
Розквіт Діоскуріади падає на II–III ст.ст. З IV ст. почався занепад міста. В часи Мітрідата VI Евпатора відбувалося міське карбування мідних монет. Монети різноманітні за вагою і розміром, що вказує на наявність різних номіналів, що чеканилися по загальному типу.
Про існування міста у районі сучасного Сухумі свідчить багато історичних даних. Про загибель Діоскурії немає єдиної думки. Найімовірніше воно занурилась у воду в результаті підземного поштовху, який викликав землетрус і моретрус. Про цю подію є смутні згадки в абхазьких легендах.